# Onar (Arapgir)
Onar ist ein ehemaliges Dorf im Landkreis Arapgir der türkischen Provinz Malatya. Bis zur Kreisstadt sind es etwa 15 km, die Provinzhauptstadt Malatya ist 110 km entfernt. Seit der letzten Gebietsreform ist Onar ein Ortsteil von Arapgir.

## Lage
Das Haufendorf liegt umgeben von Feldern und Weiden am Eingang einer Schlucht, die über 5 km Entfernung und knapp 300 Höhenmeter bis zum Ufer des Keban-Stausees führt. Vor dem Bau des Stausees 1975 führte die Schlucht weiter zum Arapgir Çayı, einem Nebenfluss des Euphrat, an dem sich auch die spätrömische Karamagara-Brücke befand.

## Sehenswürdigkeiten und Geschichte

### Römische Epoche
Als älteste erhaltene Zeugnisse der Geschichte können 18 Felsgräber aus der römischen Epoche gelten. Die Gräber sind am Ortsrand, am Eingang zu einer Schlucht, in den Kalkstein geschlagen. Einige sind mit Reliefs verziert. Eines trägt eine Wandmalerei, die rennende Pferde zeigt. Zum großen Teil befinden sich die Gräber in einem guten Erhaltungszustand. Sie wurden inzwischen zu einer archäologischen Stätte ersten Ranges erklärt.

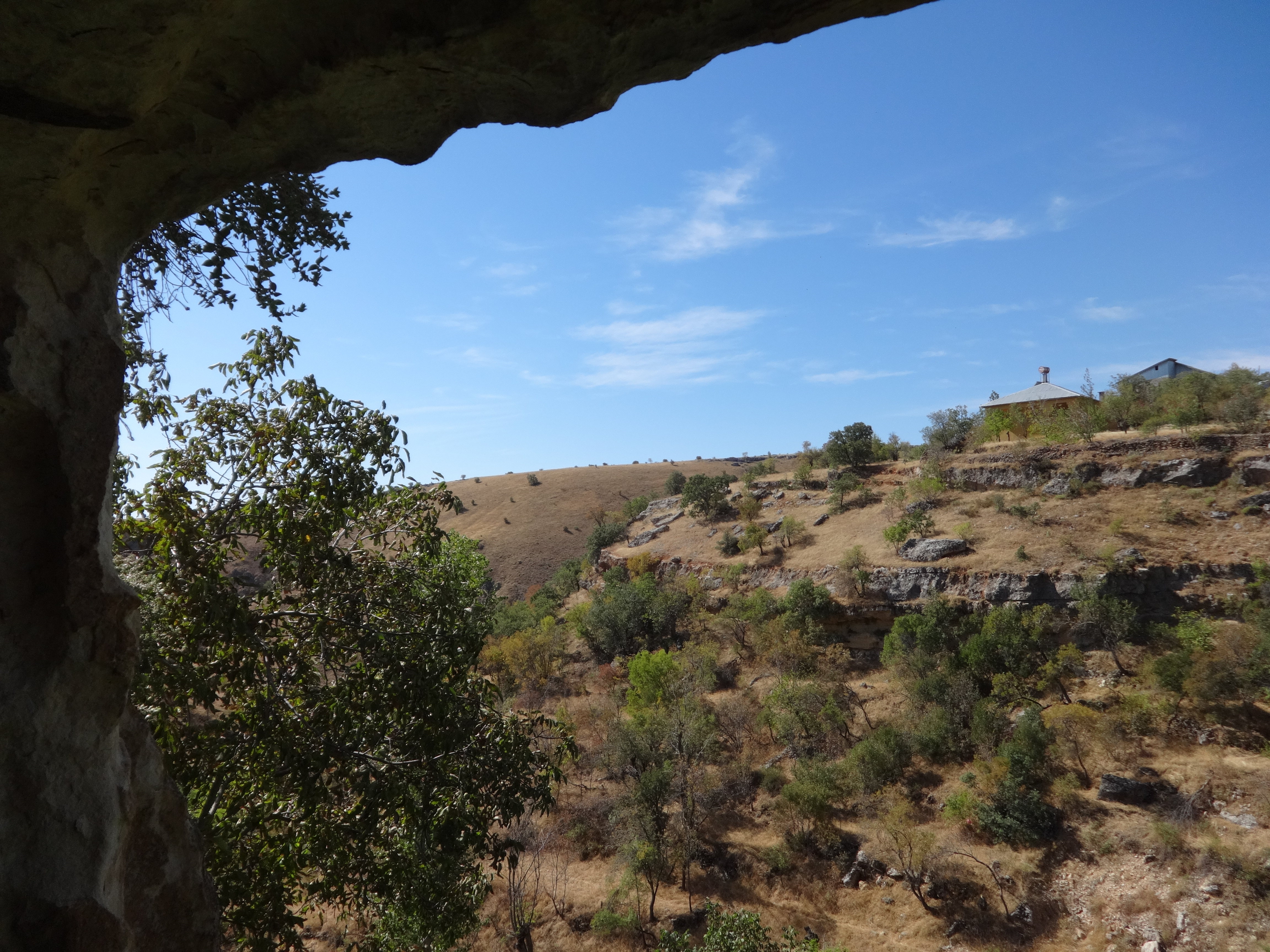
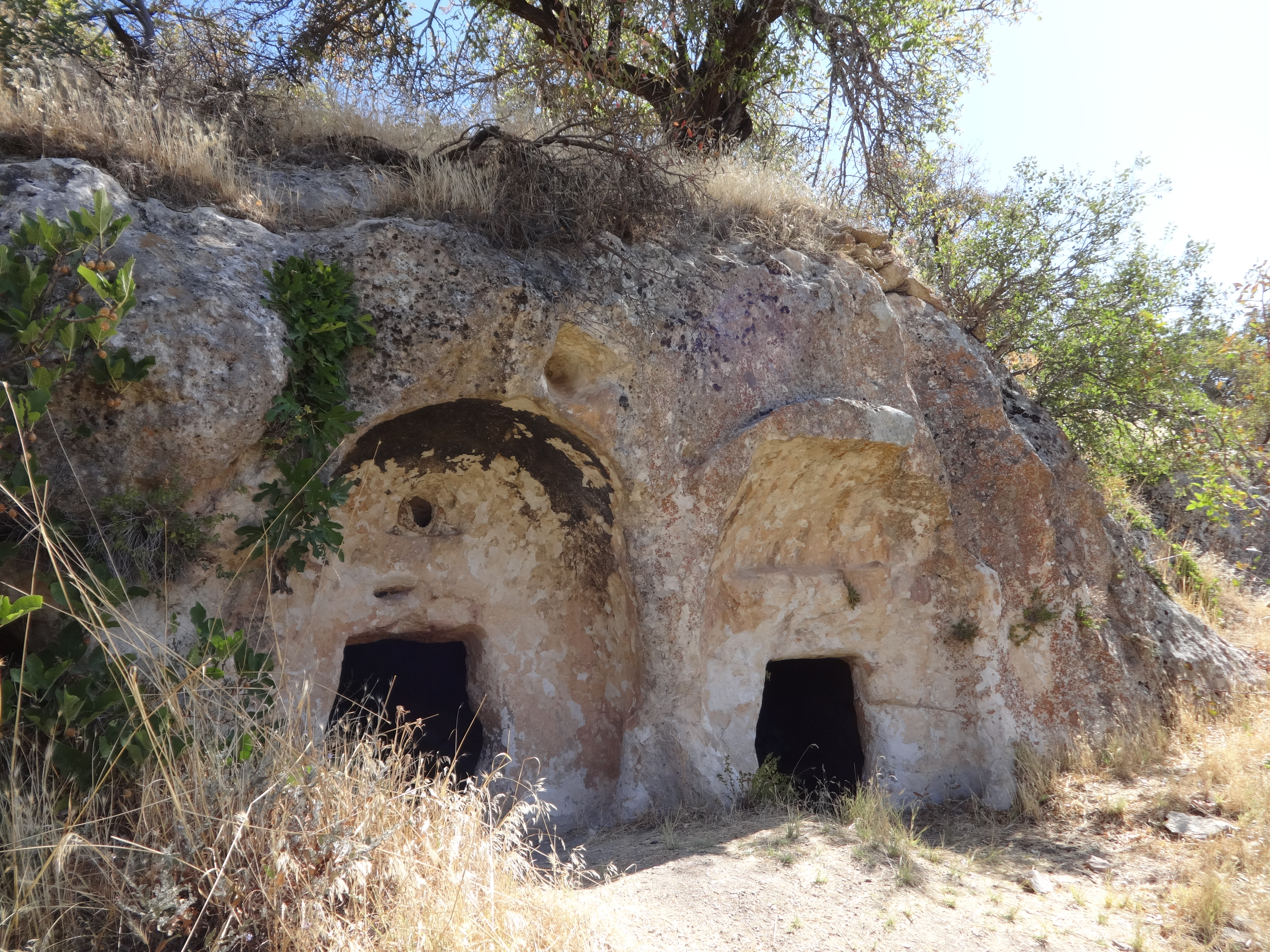
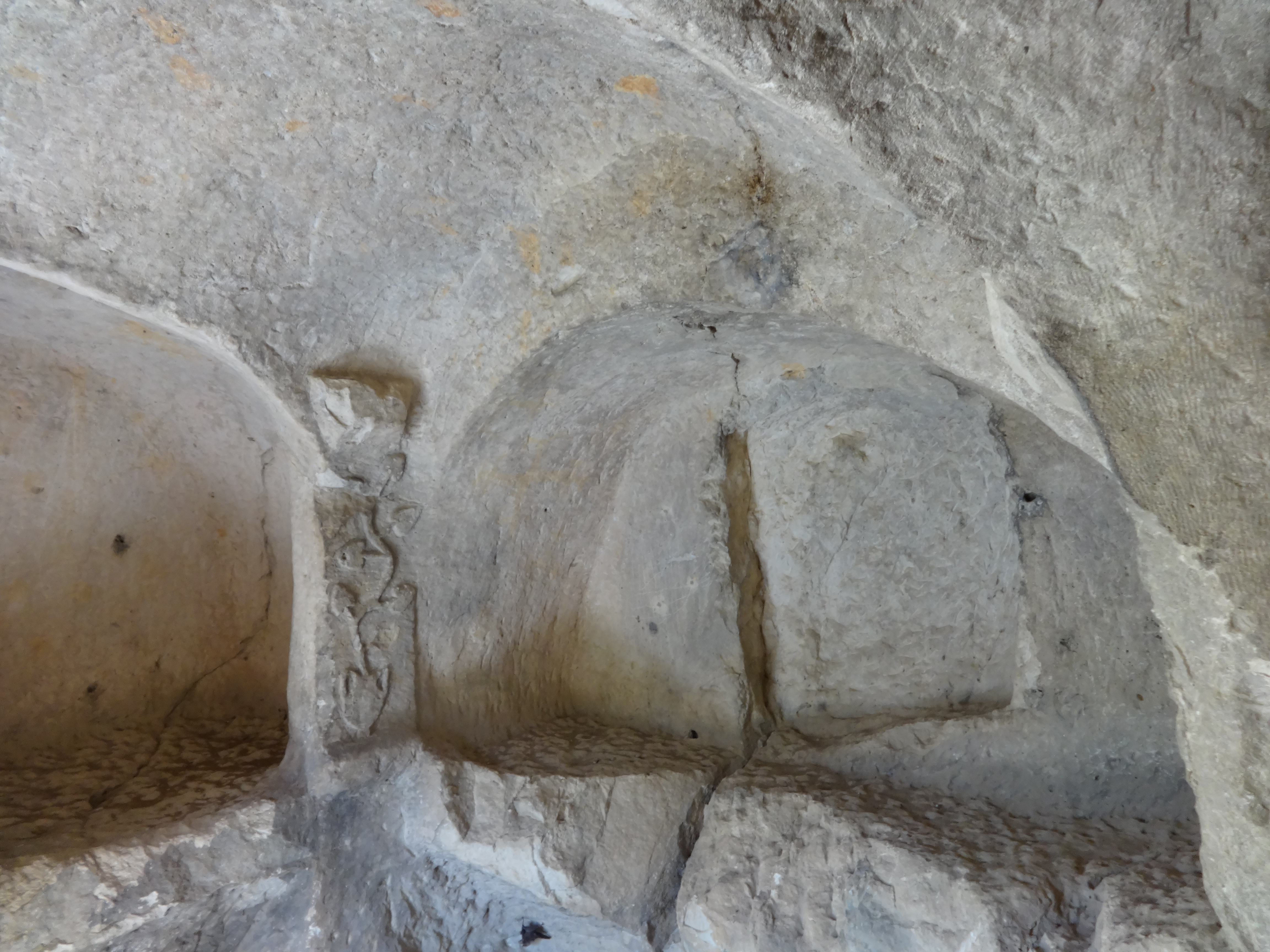
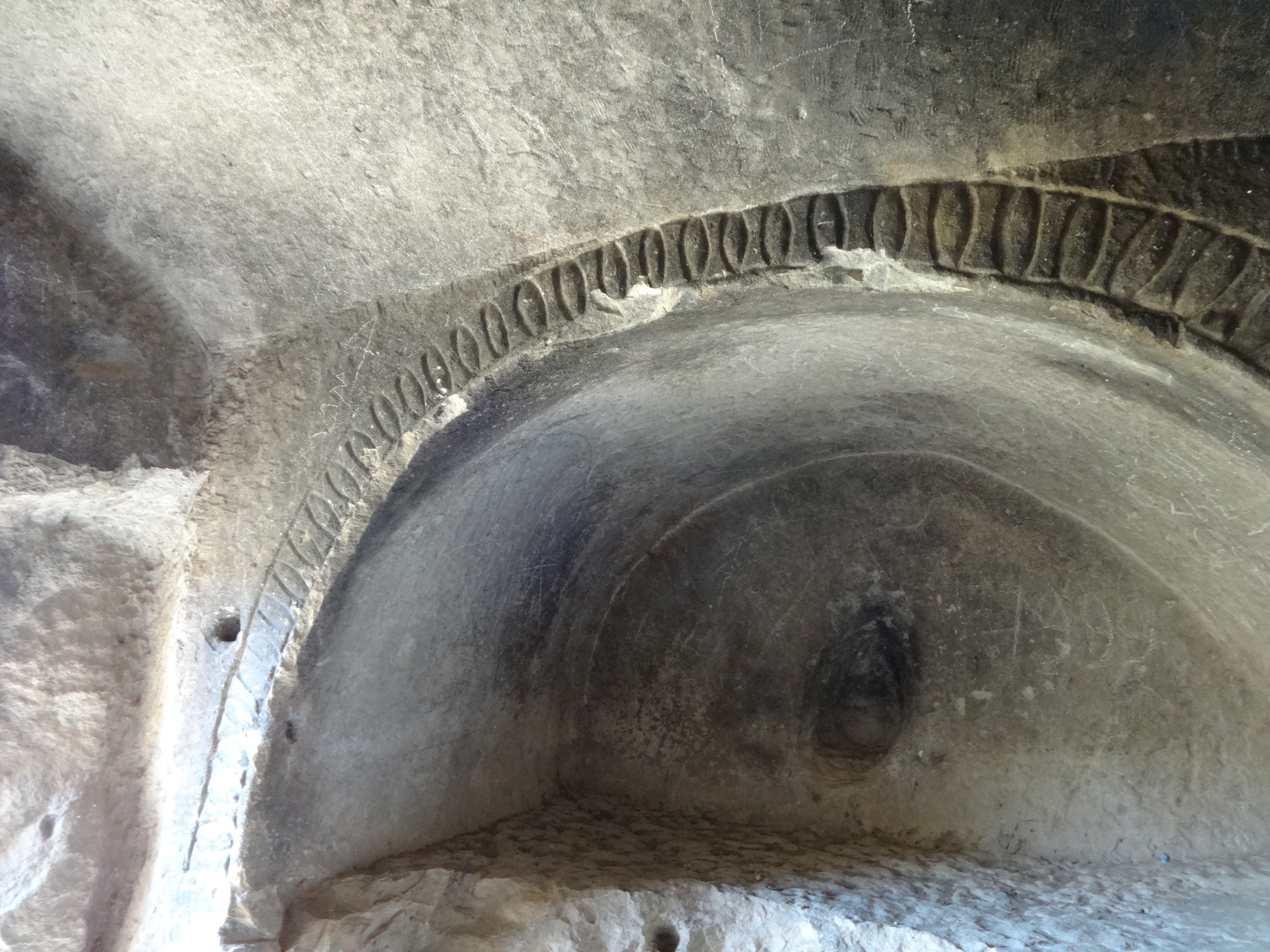
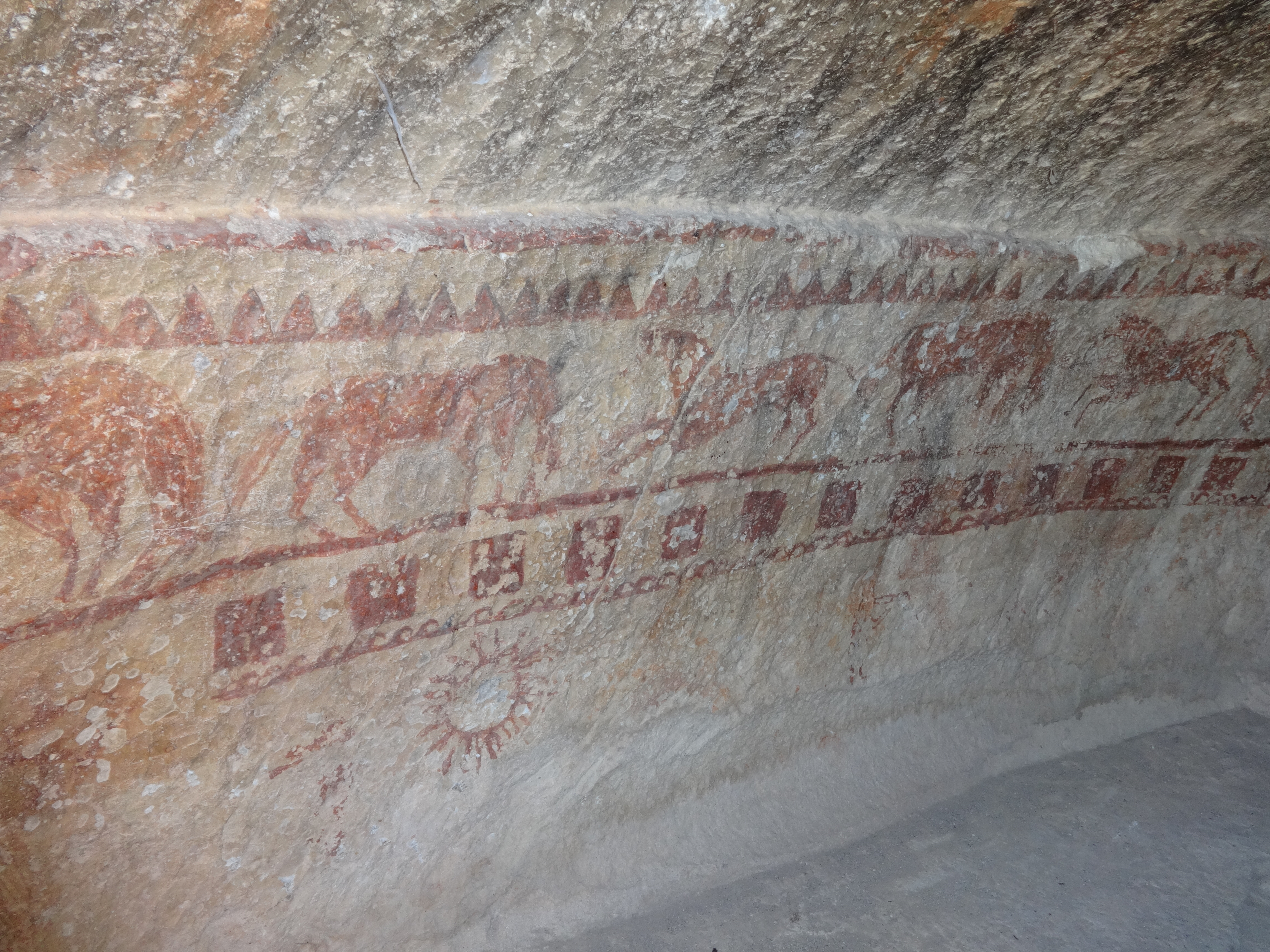
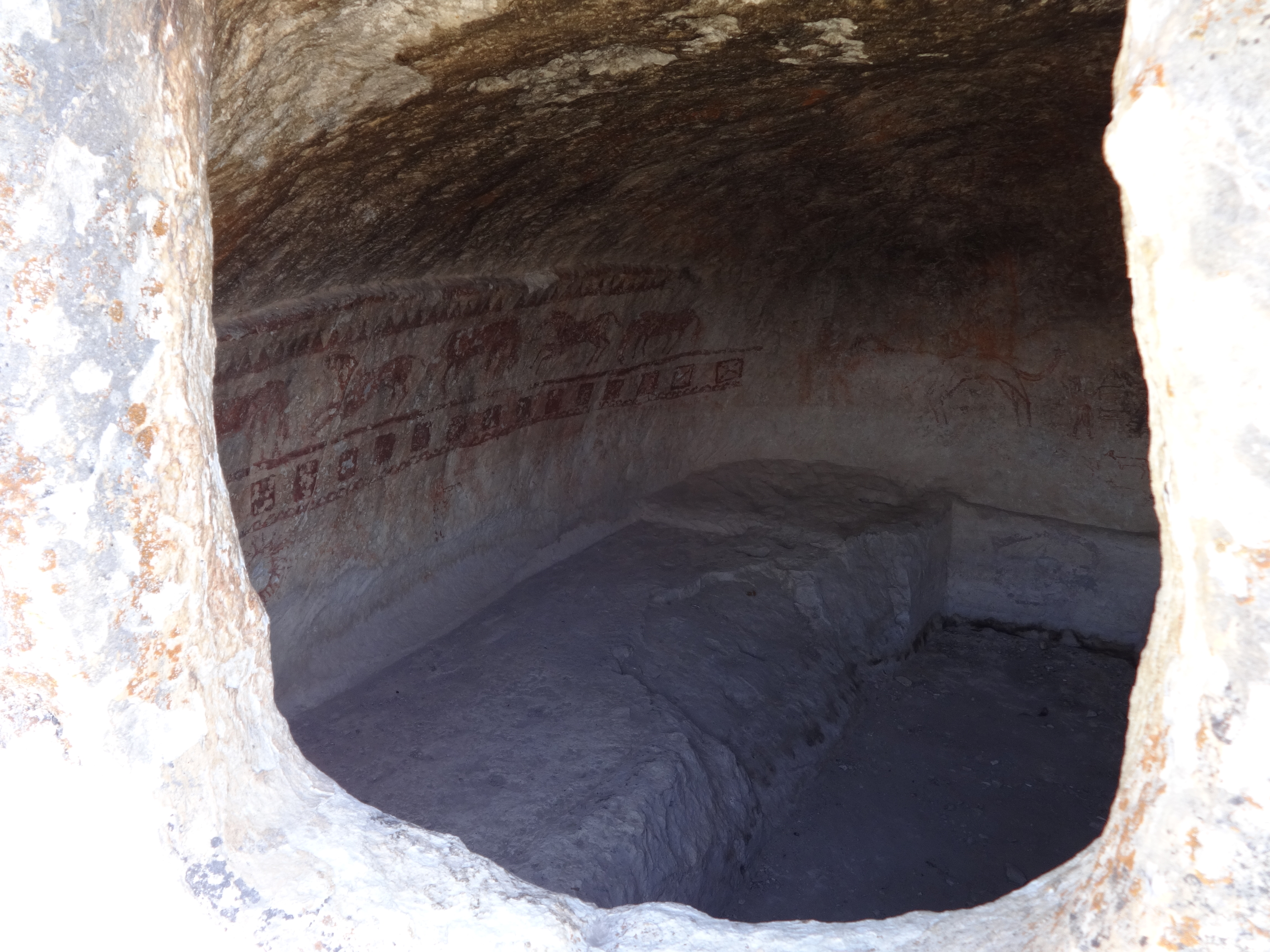

### Ortsgründung durch Scheich Hassan Oner
Scheich Hassan Oner (1156?–1276?) gehörte zum oghusischen Stamm der Bayat, die im 11. Jahrhundert mit den Seldschuken nach Anatolien gekommen waren. Durch seine Ausbildung im Madrasa stand er in der Tradition des bedeutenden Sufisten und Poeten Ahmed Yesevi (1103–1166). Wie andere Derwische stand er in Diensten des seldschukischen Sultans Alaeddin Keykubat und begleitete ihn bei seinen Eroberungen in der Euphrat-Region. Scheich Hassan Oner gründete der Legende nach am 22. April 1224 das Dorf Onar und starb hier im hohen Alter von 120 Jahren.
Die lokale Legende erzählt, dass der Derwisch immer mit seinem Stab auf Wanderschaft war, den er nachts neben sich auf den Boden stellte. Er hatte sich gesagt „erst dann, wenn der Stab eines Nachts Wurzeln schlägt, will ich an dem Ort sesshaft werden.“ So geschah es im jener Nacht im Jahr 1224 in Onar, und Scheich Hassan blieb bei seinem in der Erde wurzelnden Stab, gründete das Dorf und baute ein Cemevi, ein Gebetsraum der alevitischen Gläubigen.
Am Dorfplatz befindet sich nicht nur der Schrein Scheich Hassan Oners, sondern auch ein sehr alter Baum. Dabei soll es sich um den vormaligen Stab handeln, der Wurzeln geschlagen hatte.

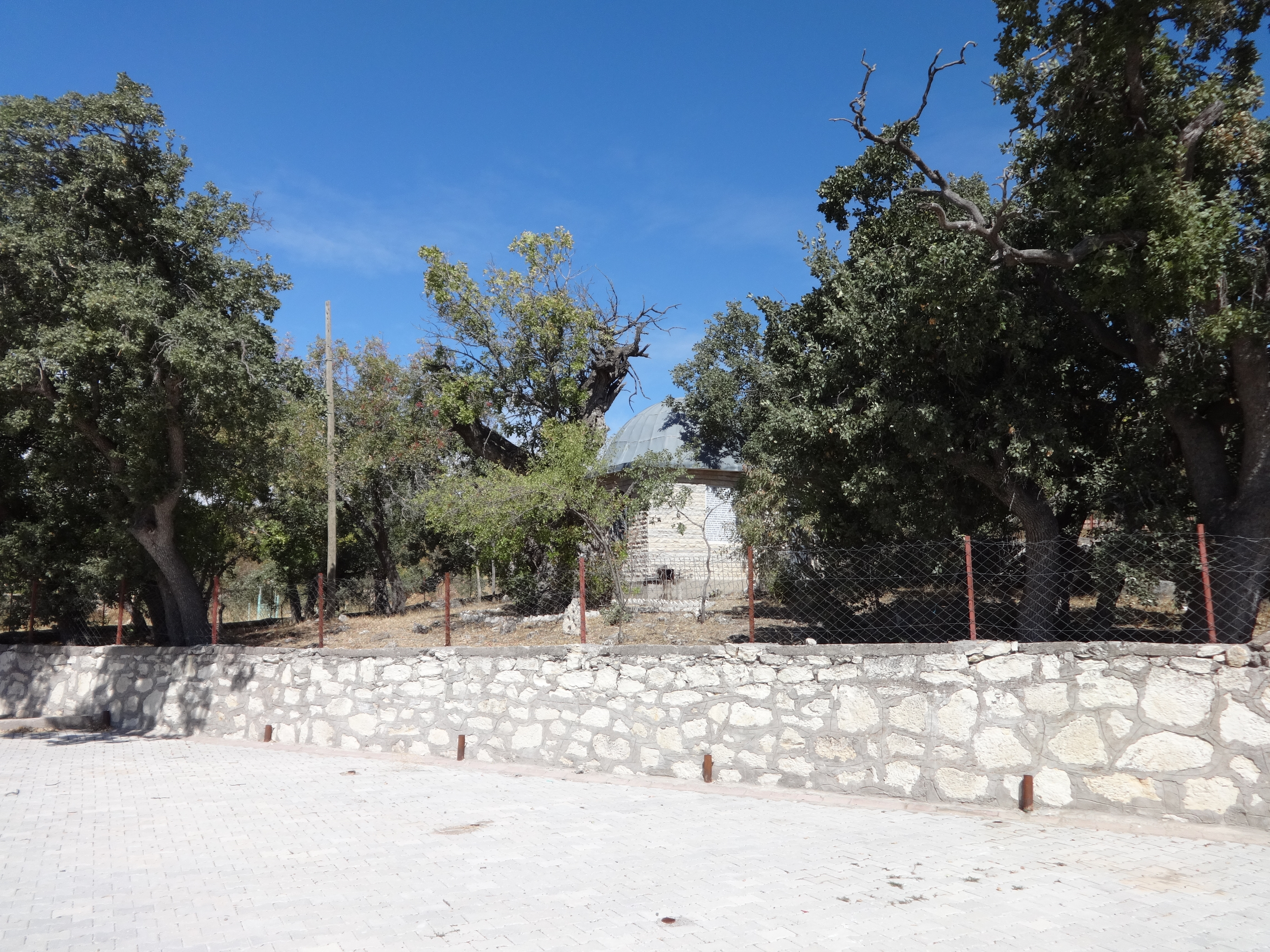
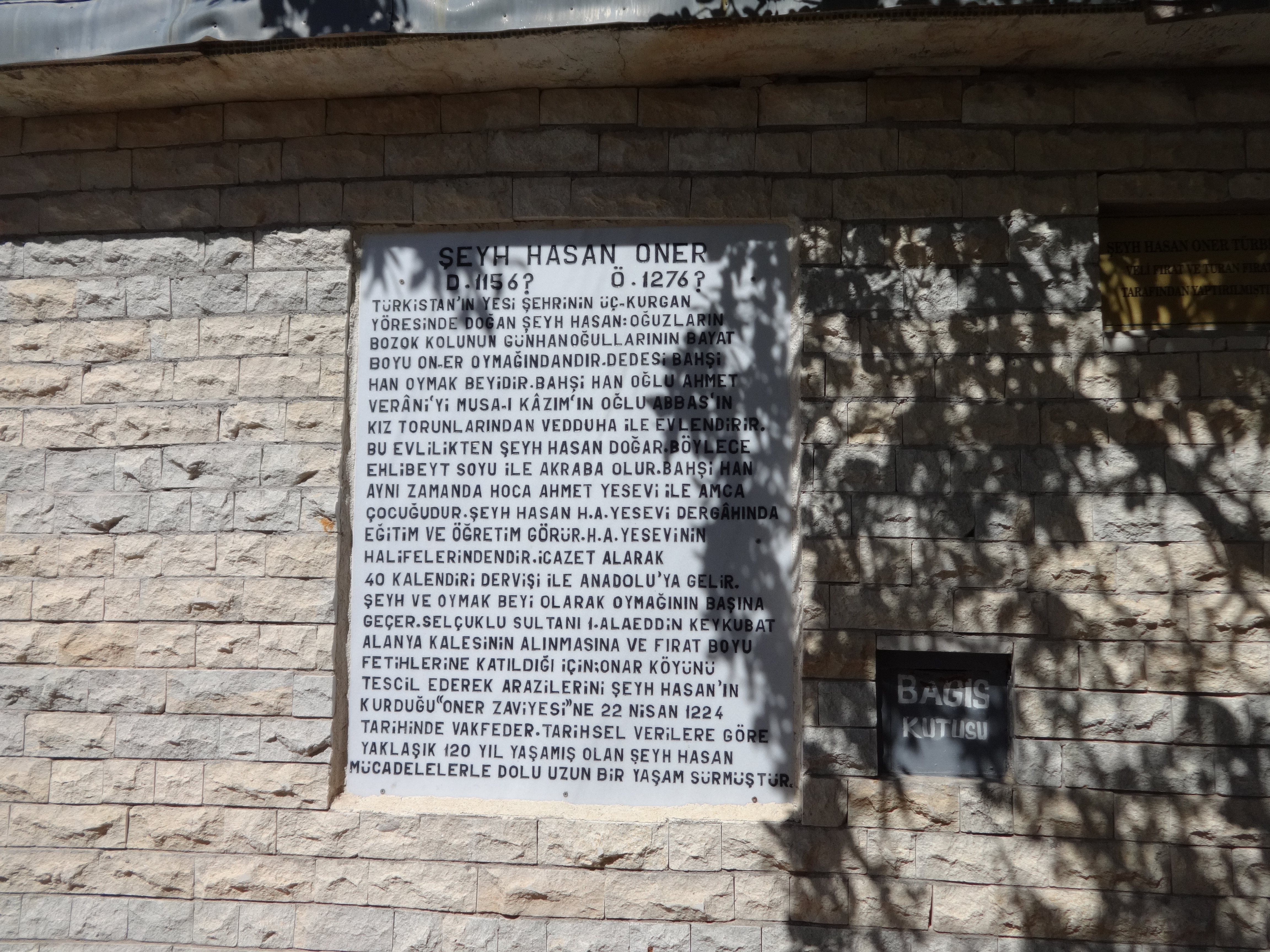

### Alevitischer Gebetsraum
In Onar befindet sich einer der ältesten alevitischen Gebetsräume der Türkei. Er soll aus dem Jahr 1224 stammen. Der Raum ist bei den Gläubigen des Ortes in regelmäßigem Gebrauch.

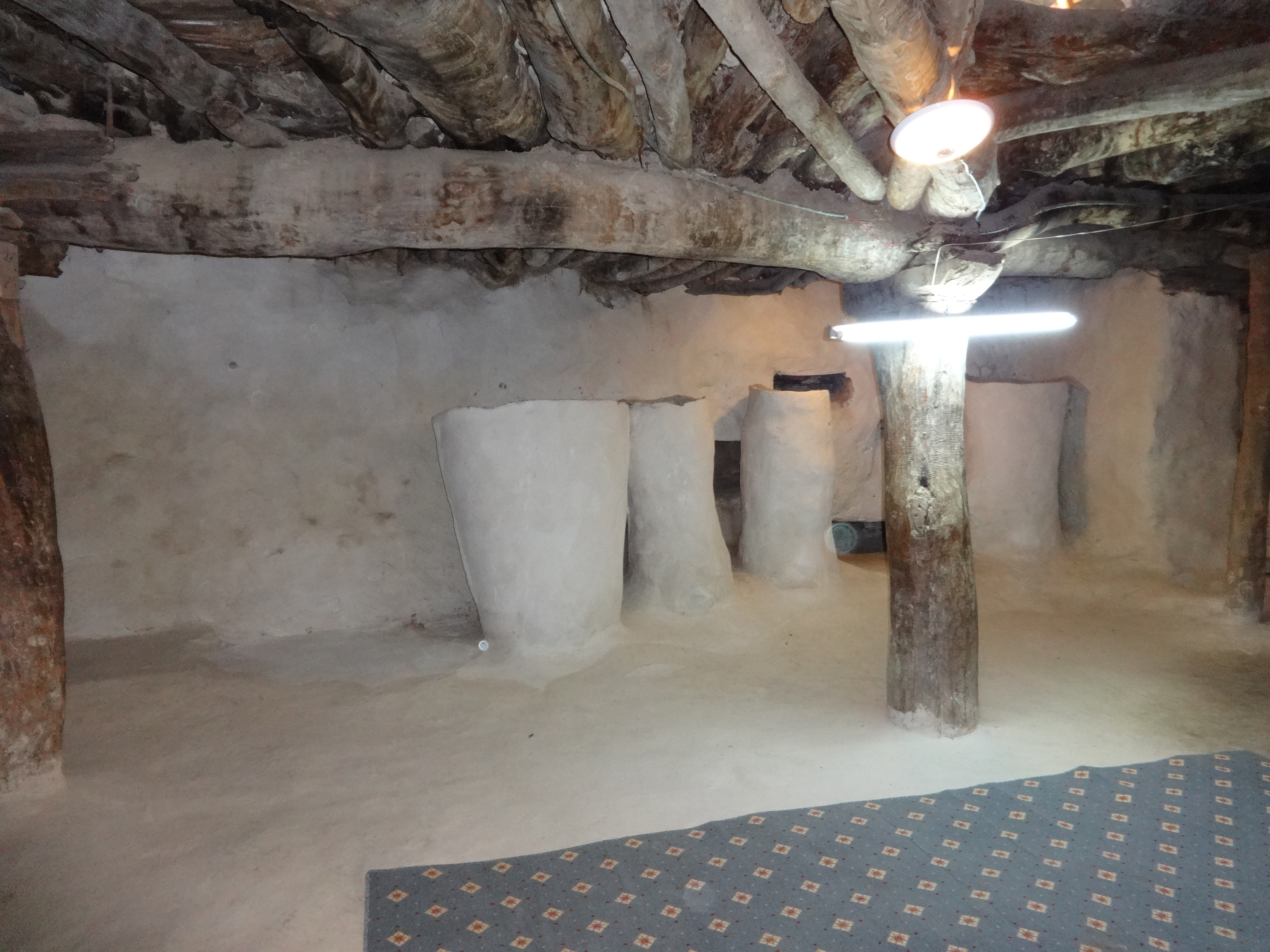
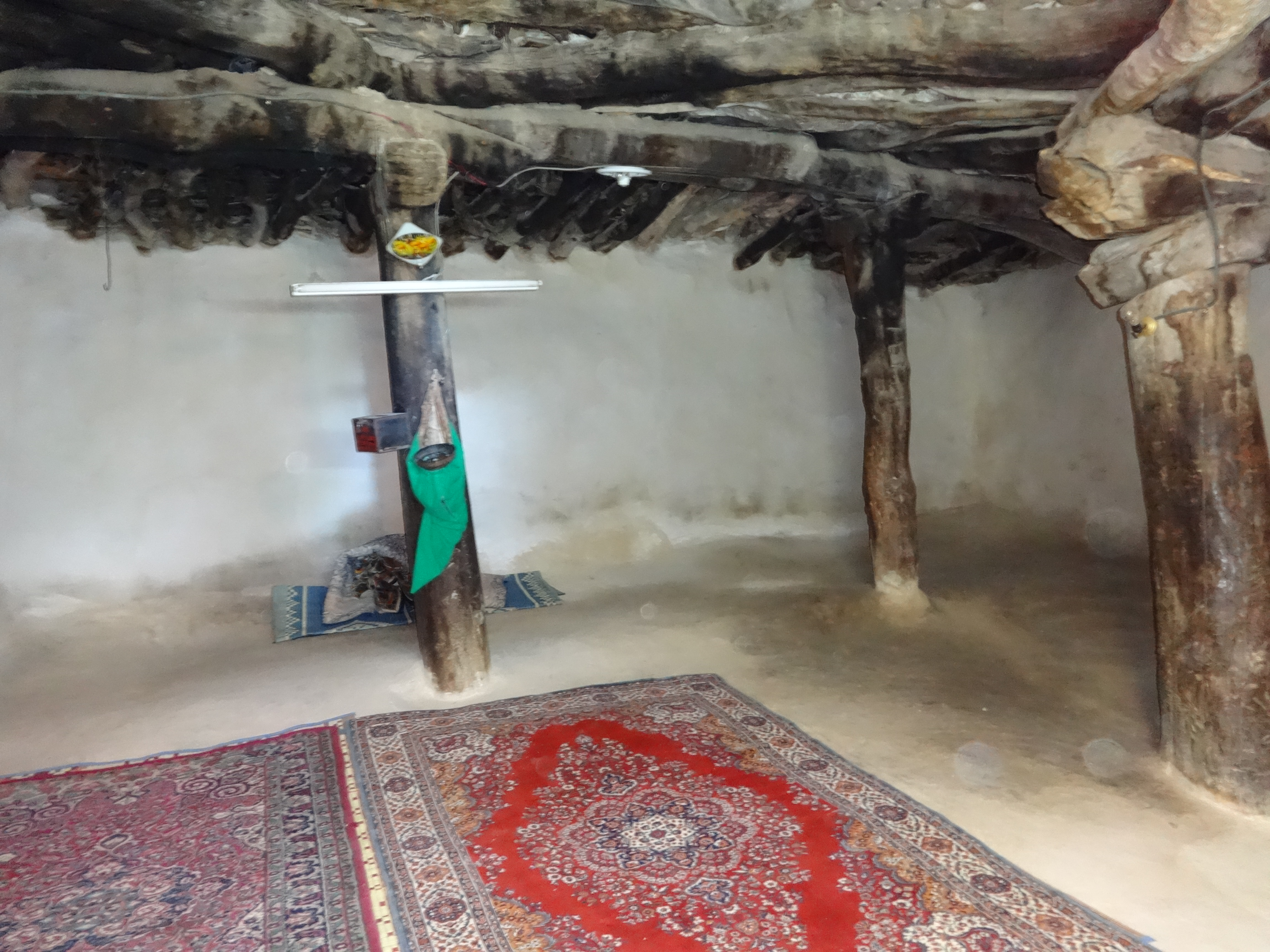

## Bevölkerungsentwicklung

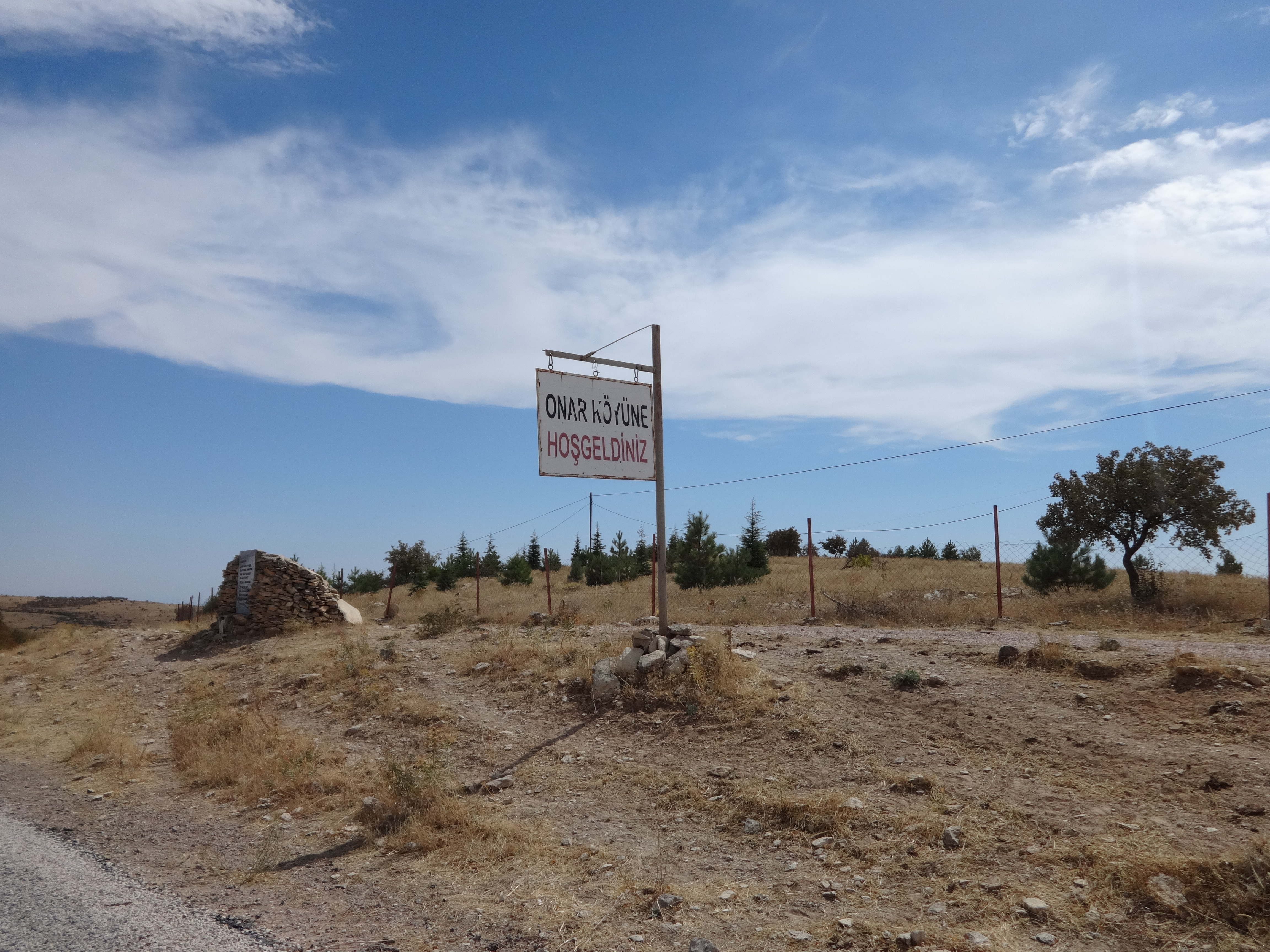
Schild am Ortseingang

Wie in vielen ländlichen Gebieten der Türkei ist auch in Onar die Zahl der Einwohner bis zur Jahrtausendwende stark zurückgegangen. Gründe dafür sind Landflucht und Auswanderung aus wirtschaftlichen Interessen.
| Einwohnerzahl in ausgewählten Jahren | Einwohnerzahl in ausgewählten Jahren |
| ------------------------------------ | ------------------------------------ |
| 2010                                 | 205                                  |
| 2000                                 | 203                                  |
| 1990                                 | 279                                  |
| 1980                                 | 355                                  |